# Apalis capbruna
L'apalis capbruna o apalis capbrú (Apalis alticola) és una espècie d'ocell passeriforme que pertany a la família Cisticolidae pròpia del sud d'Àfrica central i de la regió dels Grans Llacs d'Àfrica.

## Descripció
Mesura entre 12–13 cm de llarg, inclosa la seva llarga cua. El plomatge de les parts superiors és de color marró grisenc, excepte la part superior del cap que és de color castany. En canvi les parts inferiors són blanquinoses. El bec és negre, força llarg i lleugerament corbat cap avall. Les potes són rosades i els ulls ataronjats clars. Tots dos sexes tenen un aspecte similar però els joves són de tons més olivacis a les parts superiors i lleugerament groguencs a les inferiors.
La subespècie A. a. alticola les puntes de les plomes exteriors són blanques i els tres parells següents tenen puntes blanques més fines. La subespècie A. a. dowsetti té les plomes exteriors totalment blanques.
L'apalis capbruna és similar a l'apalis grisa, però aquesta última té el cap grisenc i els ulls foscos. Té les plomes exteriors de la cua blanques com les de l'A. a. dowsetti però la seva àrea de distribució no solapa amb les d'aquesta subespècie.
El cant de l'apalis capbruna consisteix en una sèrie de notes agudes de tipus "xip".

## Taxonomia
Va ser descrit científicament el 1899 per l'ornitòleg anglès George Ernest Shelley. Anteriorment va ser considerat una subespècie de l'apalis grisa, però actualment es consideren espècies separades.
Es reconeixen dues subespècies:
- A. a. alticola (Shelley, 1899) - es troba en parts d'Angola, Zàmbia, Malawi, el sud-est de la República Democràtica del Congo, Tanzània i el cingle Nguruman, al sud de Kenya.
- A. a. dowsetti (Prigogine, 1973) - es localitza només a l'altiplà Marungu a la República Democràtica del Congo.

## Distribució i hàbitat
Es distribueix fragmentàriament pel sud d'Àfrica central i la regió dels Grans Llacs. Habita als boscos d'altituds mitjanes i altes. Se sol trobar en parelles o en petits grups.
Als llocs on coincideix amb l'apalis grisa, es restringeix al límit del bosc.